# Кубок Шотландии по футболу 2008/2009
Кубок Шотландии по футболу 2008/2009 годов — 124-й розыгрыш национального Кубка Шотландии. Победителем турнира стал глазговский клуб «Рейнджерс», который в финальном матче, состоявшемся 30 мая 2009 года на стадионе «Хэмпден Парк», обыграл «Фалкирк».
По сравнению с предыдущим розыгрышем у соревнования изменился спонсор — вместо Шотландской футбольной ассоциации эту функцию стал исполнять, так называемый, Homecoming Scotland 2009, проект, созданный Правительством Шотландии. Соответственно, сам турнир стал называться The Homecoming Scottish Cup.
Команды «Поллок», «Батгейт Тисл», «Лохи Юнайтед» и «Бэнкс О’Ди» впервые приняли участие в розыгрыше национального Кубка Шотландии.

## Календарь
| Раунд           | Дата первого матча | Матчи        | Матчи       | Клубы   |
| Раунд           | Дата первого матча | Первые матчи | Переигровки | Клубы   |
| --------------- | ------------------ | ------------ | ----------- | ------- |
| Первый раунд    | 27 сентября 2008   | 18           | 4           | 82 → 64 |
| Второй раунд    | 25 октября 2008    | 16           | 2           | 64 → 48 |
| Третий раунд    | 29 ноября 2008     | 16           | 4           | 48 → 32 |
| Четвёртый раунд | 10 января 2009     | 16           | 2           | 32 → 16 |
| Пятый раунд     | 7 февраля 2009     | 8            | 1           | 16 → 80 |
| Четвертьфиналы  | 7 марта 2009       | 4            | 1           | 8 → 4   |
| Полуфиналы      | 25 апреля 2009     | 2            | 0           | 4 → 2   |
| Финал           | 30 мая 2009        | 1            | 0           | 2 → 1   |

## Первый раунд
Жеребьёвка первого раунда турнира была проведена 8 сентября 2008 года в футбольной школе «Castlehead High School», расположенной в Пейсли.
| Бэнкс О'Ди                                                                                                 | 10:0     | Форт Уильям |
| --- | -------- | ----------- |
| Кэрстэйрз 24′ 35′ · Рид 30′ 38′ · Тэйлор 74′ 72′ 88′ (пен.) · Уит 69′ (пен.) · Браунхилл 70′ · Филлипс 89′ | Протокол |             |

| Клэчнакуддин                                               | 4:0      | Бёрнтайленд |
| ---------------------------------------------------------- | -------- | ----------- |
| Макмиллан 19′ (авт.) · Лоури 29′ · Росс 64′ · Моррисон 77′ | Протокол |             |

| Долбитти Стар                        | 5:1      | Бёрнтайленд |
| ------------------------------------ | -------- | ----------- |
| Миллиган 68′ 86′ 89′ 90′ · Слоан 81′ | Протокол | Лэсли 27′   |

| Эдинбург Сити       | 2:0      | Нейрн |
| ------------------- | -------- | ----- |
| Росс 25′ · Брюс 53′ | Протокол |       |

| Эдинбург Юниверсити | 1:2      | Сивил Сервис Строллерс    |
| ------------------- | -------- | ------------------------- |
| Дик 10′             | Протокол | Бёрджесс 64′ · Диксон 82′ |

| Фрейзерборо                                                            | 6:3      | Сивил Сервис Строллерс              |
| ---------------------------------------------------------------------- | -------- | ----------------------------------- |
| Стивен 7′ 45′ · Кларк 17′ (авт.) · Уэст 27′ · Мэйн 77′ · Джонстоун 77′ | Протокол | Смит 35′ · Гамильтон 51′ · Нокс 78′ |

| Глазго Юниверсити | 0:1 | Вэйл оф Лисен |
| ----------------- | --- | ------------- |
|                   |     | Шортрид 82′   |

| Голспи Сатерленд | 0:3 | Трив Роверс             |
| ---------------- | --- | ----------------------- |
|                  |     | Кук 28′ 59′ · Битти 89′ |

| Хантли    | 1:0      | Гирван |
| --------- | -------- | ------ |
| Соэйн 10′ | Протокол |        |

| Инверури Локо Вёкс                                          | 5:2      | Деверонвэйл             |
| ----------------------------------------------------------- | -------- | ----------------------- |
| Симпсон 21′ · Маклин 33′ · Смит 36′ · Гэулд 39′ · Коулл 47′ | Протокол | Маккензи 58′ (пен.) 79′ |

| Лохи Юнайтед                                    | 3:1      | Батгейт Тисл |
| ----------------------------------------------- | -------- | ------------ |
| Хэйген 70′ (пен.) · Карлин ? (пен.) · Кэргилл ? | Протокол | Менмуир 21′  |

| Ньютон Стюарт | 1:1      | Брора Рейнджерс |
| ------------- | -------- | --------------- |
| Сазерленд 89′ | Протокол | Кэмерон 12′     |

| Поллок       | 1:1      | Спартанс         |
| ------------ | -------- | ---------------- |
| Дингуолл 15′ | Протокол | Уокер 29′ (пен.) |

| Престон Атлетик            | 3:1      | Гала Фэридин |
| -------------------------- | -------- | ------------ |
| Миллер 2′ · Мэнсон 31′ 56′ | Протокол | Гибсон 24′   |

| Ротес       | 1:4 | Баки Тисл                            |
| ----------- | --- | ------------------------------------ |
| Шортрид 45′ |     | Чарльзворт 58′ · Лоу 71′ · Шиуэн 89′ |

| Селкерк           | 1:1 | Колдстрим  |
| ----------------- | --- | ---------- |
| Стивен 90′ (пен.) |     | Болтон 85′ |

| Сент-Катберт Уондерерс | 0:3      | Уик Академи      |
| ---------------------- | -------- | ---------------- |
|                        | Протокол | Уэйр 23′ 48′ 89′ |

| Уигтаун энд Блэднок        | 2:2 | Форрес Микэникс             |
| -------------------------- | --- | --------------------------- |
| Макклаймонт 43′ · Уайт 57′ |     | Шарп 11′ · Аллан 86′ (пен.) |

Источник: ESPN Soccernet

### Переигровки
| Брора Рейнджерс  | 2:1 (д.в.) | Ньютон Стюарт |
| ---------------- | ---------- | ------------- |
| Инглис 24′ · ? ? | Протокол   | Маккольм 48′  |

| Колдстрим | 2:2 (д.в.) (2:3 по пен.) | Селкерк |
| --------- | ------------------------ | ------- |
|           |                          |         |

| Форрес Микэникс | 2:0 | Уигтаун энд Блэднок |
| --------------- | --- | ------------------- |
|                 |     |                     |

| Спартанс  | 1:0 | Поллок |
| --------- | --- | ------ |
| Уокер 85′ |     |        |

Источник: ESPN Soccernet

## Второй раунд
Жеребьёвка второго раунда розыгрыша Кубка Шотландии состоялась 27 сентября 2008 года на «Томсон Парке», домашнем стадионе клуба «Лохи Юнайтед» из Данди.
| Берик Рейнджерс    | 1:2      | Альбион Роверс        |
| ------------------ | -------- | --------------------- |
| Даррен Гриббен 32′ | Протокол | Койн 35′ · Хэррис 71′ |

| Брора Рейнджерс   | 1:3      | Форфар Атлетик                       |
| ----------------- | -------- | ------------------------------------ |
| Маккей 69′ (пен.) | Протокол | Гордон 17′ · Данн 52′ · Кэмпбелл 76′ |

| Клэчнакуддин | 1:0 | Кричтон |
| ------------ | --- | ------- |
| Росс 20′     |     |         |

| Коув Рейнджерс | 1:0 | Уайтхилл Уэлфэйр |
| -------------- | --- | ---------------- |
| Стивен 59′     |     |                  |

| Ковденбит   | 1:2      | Элгин Сити            |
| ----------- | -------- | --------------------- |
| Макуэйд 50′ | Протокол | Кэкзен 27′ · Райт 71′ |

| Долбитти Стар                                    | 6:0 | Селкерк |
| ------------------------------------------------ | --- | ------- |
| Миллиган 19′ 69′ 79′ · Редпат 31′ · Хэркнесс 89′ |     |         |

| Эдинбург Сити | 0:0 | Уик Академи |
| ------------- | --- | ----------- |
|               |     |             |

| Форрес Микэникс | 1:1 | Кит         |
| --------------- | --- | ----------- |
| Коллинз 40′     |     | Леннокс 69′ |

| Фрейзерборо | 0:1      | Дамбартон    |
| ----------- | -------- | ------------ |
|             | Протокол | Чисхольм 54′ |

| Инверури Локо Вёкс                                | 5:1 | Бэнкс О'Ди |
| ------------------------------------------------- | --- | ---------- |
| Форбс 2′ (авт.) · Д. Майлн 21′ 81′ 83′ · Росс 46′ |     | Тэйлор 77′ |

| Лохи Юнайтед                     | 3:0 | Баки Тисл |
| -------------------------------- | --- | --------- |
| Робертсон 32′ 55′ · Миддлтон 55′ |     |           |

| Монтроз                 | 2:0      | Хантли |
| ----------------------- | -------- | ------ |
| Дэвидсон 13′ · Смит 67′ | Протокол |        |

| Стенхаусмюир                                     | 5:0      | Трив Роверс |
| ------------------------------------------------ | -------- | ----------- |
| Том 32′ · Моушн 53′ · Ширра 67′ 90′ · Томсон 73′ | Протокол |             |

| Ист Стерлингшир                                          | 4:2      | Престон Атлетик                |
| -------------------------------------------------------- | -------- | ------------------------------ |
| Роджерс 25′ (пен.) · Грэм 72′ · Крэмб 84′ · Андерсон 90′ | Протокол | Миллер 14′ · Маколи 48′ (пен.) |

| Эннан Атлетик | 1:2      | Спартанс                  |
| ------------- | -------- | ------------------------- |
| Нильсон 10′   | Протокол | Мэлин 48′ · Арчибальд 50′ |

| Сивил Сервис Строллерск | 0:1 | Вэйл оф Лисен   |
| ----------------------- | --- | --------------- |
|                         |     | Саммервилль 77′ |

Источник: ESPN Soccernet

### Переигровки
| Кит     | 1:1 (д.в.) (0:3 по пен.) | Форрес Микэникс |
| ------- | ------------------------ | --------------- |
| Вуд 65′ |                          | Пенрайт 66′     |

| Уик Академи | 1:4 | Эдинбург Сити               |
| ----------- | --- | --------------------------- |
| Уэйр 45′    |     | Росс 19′ 51′ 57′ · Холл 90′ |

Источник: ESPN Soccernet

## Третий раунд
Жеребьёвка третьего раунда состоялась 27 октября 2008 года. В ходе данного этапа шесть матчей были отложены из-за холодной погоды и перенесены на следующую неделю после запланированной даты. Тем не менее лишь две игры из перенесённых шести состоялись в резервный день — «Элгин Сити» и «Спартанс», «Форрес Микэникс» и «Долбитти Стар». Остальные матчи постоянно откладывались по причине плохой погоды. В итоге «Эдинбург Сити» и «Брихин Сити» сыграли лишь 8 декабря, «Инверури Локо Вёкс» и «Вэйл оф Лисен» — 13 декабря. Переигровка между «Лохи Юнайтед» и «Эйр Юнайтед» состоялась 23 декабря, то есть на неделю позже назначенной изначально даты.
11 декабря результат матча между «Элгин Сити» и «Спартанс», закончившийся победой последних 2:1, был аннулирован вследствие того, что за победителей играл не заявленный футболист. Им стал Джо Мэйлин, взятый в аренду командой из Эдинбурга — на него не успели выслать документы в Федерацию. Переигровка матча состоялась 15 декабря, «спартанцы» выиграли с тем же счётом. Позже стало известно, что в первом матче в составе эдингбургцев играл ещё один не заявленный игрок, Дин Хоскинс.
| Эйрдри Юнайтед           | 3:0      | Коув Рейнджерс |
| ------------------------ | -------- | -------------- |
| Кэрдл 20′ · Линч 38′ 41′ | Протокол |                |

| Альбион Роверс | 1:2      | Куинз Парк                    |
| -------------- | -------- | ----------------------------- |
| Бэрр 63′       | Протокол | Уотт 11′ · Кэйрнли 11′ (пен.) |

| Клэчнакуддин | 0:5      | Стенхаусмюир                      |
| ------------ | -------- | --------------------------------- |
|              | Протокол | Дэйлзил 13′ 28′ 78′ · Хэмпшир 90′ |

| Клайд                         | 2:0      | Монтроз |
| ----------------------------- | -------- | ------- |
| Маккей 38′ · Кларк 87′ (пен.) | Протокол |         |

| Ист Файф                    | 2:0      | Арброт |
| --------------------------- | -------- | ------ |
| Кроуфорд 70′ · О’Райлли 90′ | Протокол |        |

| Ист Стерлингшир       | 2:1      | Ливингстон |
| --------------------- | -------- | ---------- |
| Форрест 9′ · Грэм 55′ | Протокол | Фокс 39′   |

| Питерхэд              | 2:1      | Гринок Мортон |
| --------------------- | -------- | ------------- |
| Росс 74′ · Бэвидж 90′ | Протокол | Грикен ?      |

| Рэйт Роверс | 0:0      | Аллоа Атлетик |
| ----------- | -------- | ------------- |
|             | Протокол |               |

| Росс Каунти     | 2:2      | Дамбартон       |
| --------------- | -------- | --------------- |
| Хиггинс 23′ 57′ | Протокол | Каркэри 80′ 83′ |

| Стерлинг Роверс        | 2:3      | Партик Тисл                                    |
| ---------------------- | -------- | ---------------------------------------------- |
| Моллой 55′ · Мёрфи 89′ | Протокол | Чеплэйн 28′ · Хэркинс 33′ (пен.) · Бученэн 83′ |

| Форрес Микэникс        | 2:2      | Долбитти Стар               |
| ---------------------- | -------- | --------------------------- |
| Шарп 30′ · Коллинз 77′ | Протокол | Стил 85′ · Слоэн 89′ (пен.) |

| Эдинбург Сити | 0:3      | Брихин Сити             |
| ------------- | -------- | ----------------------- |
|               | Протокол | Диэкк 5′ 16′ 43′ (пен.) |

| Инверури Локо Вёкс                | 4:0      | Вэйл оф Лисен |
| --------------------------------- | -------- | ------------- |
| Тэн 1′ · Майлн 22′ · Смит 55′ 62′ | Протокол |               |

| Элгин Сити       | 1:2      | Спартанс                |
| ---------------- | -------- | ----------------------- |
| Маккей 5′ (пен.) | Протокол | Кейдэр 36′ · Мэйлин 72′ |

| Форфар Атлетик             | 2:0      | Странраер |
| -------------------------- | -------- | --------- |
| Гибсон 83′ · Килгэннон 90′ | Протокол |           |

| Лохи Юнайтед | 1:1      | Эйр Юнайтед |
| ------------ | -------- | ----------- |
| Хэган 86′    | Протокол | Уильямс 60′ |

Источник: ESPN Soccernet

### Переигровки
| Аллоа Атлетик    | 2:1      | Рэйт Роверс |
| ---------------- | -------- | ----------- |
| Фергюсон 79′ 82′ | Протокол | Уэльс 56′   |

| Долбитти Стар           | 2:4 (доп.вр.) | Форрес Микэникс                              |
| ----------------------- | ------------- | -------------------------------------------- |
| Макбет 22′ · Редпат 94′ | Протокол      | Эллан 66′ (пен.) · Грин 92′ 101′ · Уайт 112′ |

| Дамбартон  | 1:2      | Росс Каунти                    |
| ---------- | -------- | ------------------------------ |
| Гордон 46′ | Протокол | Бриттейн 24′ (пен.) · Харт 37′ |

| Эйр Юнайтед                            | 3:1      | Лохи Юнайтед |
| -------------------------------------- | -------- | ------------ |
| Макгоуэн 36′ · Гормли 53′ · Пранти 58′ | Протокол | Блэквуд 76′  |

Источник: ESPN Soccernet

## Четвёртый раунд
Жеребьёвка четвёртого раунда прошла 1 декабря 2008 года. Три матча были перенесены относительно первоначальных запланированных дат — «Инверури Локо Вёкс» и «Мотеруэлл» сыграли 2 февраля вместо 21 января, «Брихин Сити» и «Сент-Миррен», а также «Форфар Атлетик» и «Мотеруэлл» «выяснили отношения» 13 января.
| Эйрдри Юнайтед            | 2:1      | Спартанс  |
| ------------------------- | -------- | --------- |
| Ди Джакомо 26′ · Линч 43′ | Протокол | Мэлин 54′ |

| Аллоа Атлетик    | 1:2      | Абердин               |
| ---------------- | -------- | --------------------- |
| Скотт 40′ (пен.) | Протокол | Миллер 7′ · Алуко 56′ |

| Эйр Юнайтед             | 2:2      | Килмарнок                |
| ----------------------- | -------- | ------------------------ |
| Кинан 14′ · Уильямс 90′ | Протокол | Паскали 9′ · Брайсон 54′ |

| Селтик                  | 2:1      | Данди           |
| ----------------------- | -------- | --------------- |
| Браун 37′ · Макгиди 44′ | Протокол | Макминэймин 14′ |

| Данфермлин Атлетик  | 2:0      | Клайд |
| ------------------- | -------- | ----- |
| Финн 20′ · Бэйн 66′ | Протокол |       |

| Фалкирк                                 | 4:2      | Куин оф зе Саут         |
| --------------------------------------- | -------- | ----------------------- |
| Эрфилд 37′ (пен.) 48′ · Барретт 68′ 80′ | Протокол | Уилсон 41′ · Харрис 47′ |

| Инвернесс Каледониан Тисл   | 3:0      | Партик Тисл |
| --------------------------- | -------- | ----------- |
| Мораис 28′ 56′ · Вигурс 46′ | Протокол |             |

| Питерхэд                  | 2:2      | Куинз Парк            |
| ------------------------- | -------- | --------------------- |
| Бэвидж 17′ · Андерсон 73′ | Протокол | Бро 35′ · Кэйрнли 43′ |

| Росс Каунти | 0:1      | Гамильтон Академикал |
| ----------- | -------- | -------------------- |
|             | Протокол | Свойлз 43′           |

| Стенхаусмюир | 0:1      | Ист Файф |
| ------------ | -------- | -------- |
|              | Протокол | Линн 84′ |

| Хиберниан | 0:2      | Харт оф Мидлотиан   |
| --------- | -------- | ------------------- |
|           | Протокол | Наде 38′ · Глен 90′ |

| Ист Стерлингшир | 0:4      | Данди Юнайтед                                          |
| --------------- | -------- | ------------------------------------------------------ |
|                 | Протокол | Буабен 15′ · Додс 40′ · Дейли 43′ · Расселл 55′ (пен.) |

| Брихин Сити | 1:3      | Сент-Миррен                            |
| ----------- | -------- | -------------------------------------- |
| Янчик 45′   | Протокол | Гамильтон 25′ (пен.) 70′ · Уайнесс 56′ |

| Форфар Атлетик                                                             | 6:1      | Форрес Микэникс |
| -------------------------------------------------------------------------- | -------- | --------------- |
| Гибсон 2′ · Бримнер 4′ (авт.) · Таллоч 24′ · Кэмпбелл 31′ · Гордон 43′ 54′ | Протокол | Грин 23′        |

| Сент-Джонстон | 0:2      | Рейнджерс                      |
| ------------- | -------- | ------------------------------ |
|               | Протокол | Маккефри 31′ (авт.) · Ново 78′ |

| Инверури Локо Вёкс | 0:3      | Мотеруэлл                    |
| ------------------ | -------- | ---------------------------- |
|                    | Протокол | Саттон 2′ 69′ · Кларксон 57′ |

Источник: ESPN Soccernet

### Переигровки
| Куинз Парк | 1:0      | Питерхэд |
| ---------- | -------- | -------- |
| Холмс 51′  | Протокол |          |

| Килмарнок                  | 3:1      | Эйр Юнайтед |
| -------------------------- | -------- | ----------- |
| Форд 50′ 80′ · Тейоуил 76′ | Протокол | Пранти 10′  |

Источник: ESPN Soccernet

## Пятый раунд
Жеребьёвка пятого раунда состоялась 11 января 2009 года на стадионе «Истер Роуд» в Эдинбурге. В ходе этой стадии Кубка три матча были перенесены — «Абердин» и «Ист Файф» не сыграли в запланированную дату из-за неблагоприятных погодных условий, матчи между «Эйрдри Юнайтед» против «Данфермлин Атлетик» и «Форфар Атлетик» против «Рейнджерс» были отменены из-за холодной погоды. Все эти встречи прошли 18 февраля.
| Селтик                        | 2:1      | Куинз Парк |
| ----------------------------- | -------- | ---------- |
| Колдуэлл 19′ · Макдональд 45′ | Протокол | Коакли 10′ |

| Гамильтон Академикал | 2:1      | Данди Юнайтед |
| -------------------- | -------- | ------------- |
| Свойлз 47′ 55′       | Протокол | Грейнджер 35′ |

| Харт оф Мидлотиан | 0:1      | Фалкирк    |
| ----------------- | -------- | ---------- |
|                   | Протокол | Лавэлл 35′ |

| Инвернесс Каледониан Тисл | 2:0      | Килмарнок |
| ------------------------- | -------- | --------- |
| Михадюк 36′ · Руни 90′    | Протокол |           |

| Мотеруэлл | 1:1      | Сент-Миррен |
| --------- | -------- | ----------- |
| Хьюз 65′  | Протокол | Дормейн 12′ |

| Абердин                                                         | 5:0      | Ист Файф |
| --------------------------------------------------------------- | -------- | -------- |
| Райт 11′ · Видаль 16′ · Макдональд 29′ (авт.) · Магуайр 82′ 84′ | Протокол |          |

| Эйрдри Юнайтед       | 1:2      | Данфермлин Атлетик  |
| -------------------- | -------- | ------------------- |
| Маклафлин 14′ (пен.) | Протокол | Холмс 2′ · Бэйн 73′ |

| Форфар Атлетик | 0:4      | Рейнджерс                              |
| -------------- | -------- | -------------------------------------- |
|                | Протокол | Папац 8′ · Миллер 54′ 90′ · Ньигес 84′ |

Источник: ESPN Soccernet

### Переигровки
| Сент-Миррен | 1:0      | Мотеруэлл |
| ----------- | -------- | --------- |
| Мехмет 85′  | Протокол |           |

Источник: ESPN Soccernet

## Четвертьфиналы
Жеребьёвка четвертьфинальных игр состоялась 9 февраля 2009 года на стадионе «Хэмпден Парк».
| Сент-Миррен       | 1:0      | Селтик |
| ----------------- | -------- | ------ |
| Мехмет 55′ (пен.) | Протокол |        |

| Данфермлин Атлетик | 1:1      | Абердин   |
| ------------------ | -------- | --------- |
| Финн 82′           | Протокол | Алуко 61′ |

| Инвернесс Каледониан Тисл | 0:1      | Фалкирк             |
| ------------------------- | -------- | ------------------- |
|                           | Протокол | Финниган 31′ (пен.) |

| Рейнджерс                                                       | 5:1      | Гамильтон Академикал |
| --------------------------------------------------------------- | -------- | -------------------- |
| Уиттакер 15′ · Лафферти 35′ 81′ · Ньигес 45′ (пен.) · Дэвис 53′ | Протокол | Куинн 26′            |

### Переигровки
| Абердин | 0:0 (д.в.) (2:4, по пен.) | Данфермлин Атлетик |
| ------- | ------------------------- | ------------------ |
|         | Протокол                  |                    |

| Серия пенальти:                  |     |                            |
| Дафф · Северин · Малгрю · Фостер | 2:4 | Гласс · Вудс · Бурк · Бэйн |

## Полуфиналы
Жеребьёвка полуфинальных игр прошла 8 марта 2009 года на стадионе «Айброкс».
| Рейнджерс                          | 3:0      | Сент-Миррен |
| ---------------------------------- | -------- | ----------- |
| Величка 2′ · Бойд 66′ · Миллер 70′ | Протокол |             |

| Фалкирк                        | 2:0      | Данфермлин Атлетик |
| ------------------------------ | -------- | ------------------ |
| Скобби 54′ · Эрфилд 89′ (пен.) | Протокол |                    |

## Финал
| Рейнджерс | 1:0      | Фалкирк |
| --------- | -------- | ------- |
| Ново 46′  | Протокол |         |

## Освещение турнира СМИ
- В Шотландии игры Кубка транслировали телеканалы «Sky Sports» и «BBC Sport Scotland», они же показывали финальный матч.
- Радиотрансляции встреч вела «BBC Radio Scotland», которая владела эксклюзивными правами на этот вид освещения турнира.
- Шотландская ассоциация футбола в рамках своего партнёрства с медиакомпанией «IMG» осуществляла показ игр в различных странах мира.